# Heinz Barth
Heinz Barth (Gransee, Brandeburgo, 15 de octubre de 1920 - ibídem, 6 de agosto de 2007) fue un oficial de las SS y criminal de guerra alemán, responsable de la matanza de  Oradour-sur-Glane, ocurrida el 10 de junio de 1944, donde murieron 643 civiles.
Nació en Gransee, cerca de Berlín. A los 23 años era un oficial de las Waffen-SS destinado en Francia. Su unidad, la Das Reich, iba a luchar contra los aliados que habían desembarcado en Normandía. El 10 de junio de 1944 llegaron a Oradour-sur-Glane, cerca de Limoges, una región en la que la Resistencia era fuerte. Sus tropas, dirigidas por el general Heinz Lammerding, reunieron a la población y los ametrallaron. Luego encerró en la iglesia a 207 niños y 247 mujeres y lanzó a su interior bombas incendiarias. Murieron 642 personas y quedaron seis supervivientes.
En 1953 fue condenado a muerte en rebeldía en un tribunal de Burdeos por estos hechos, pero se ocultó bajo otra identidad, viviendo en Berlín hasta 1983, año en que fue descubierto y un tribunal de Alemania del Este lo condenó a cadena perpetua por crímenes de guerra. Fue liberado en julio de 1997 a los 76 años, debido a su estado de salud, lo que causó gran polémica. Murió a los 86 años en el pueblo en que nació.